# Aspin-en-Lavedan
Aspin-en-Lavedan è un comune francese di 240 abitanti situato nel dipartimento degli Alti Pirenei nella regione dell'Occitania.

## Società

### Evoluzione demografica
Abitanti censiti